# Coscinia infuscata
Coscinia infuscata är en fjärilsart som beskrevs av Claudius Rey 1903. Coscinia infuscata ingår i släktet Coscinia och familjen björnspinnare. Inga underarter finns listade i Catalogue of Life.